# 努伊
努伊（法語：Nouilly，法語發音：[nuji]；洛林语：Naouilli）是法国摩泽尔省的一个市镇，属于梅斯区。

## 地理
努伊（49°8'8"N, 6°15'26"E）面积2.4 平方千米，位于法国大東部大區摩泽尔省，该省份为法国东北部内陆省份，是洛林的一部分，西南接默尔特-摩泽尔省，东临下莱茵省，北与卢森堡和德国接壤。
与努伊接壤的市镇（或旧市镇、城区）包括：宽西、法伊、梅村、努瓦斯维尔、塞尔维尼-莱圣巴尔布、旺图、瓦尼、奥日-蒙图瓦-弗朗维尔。

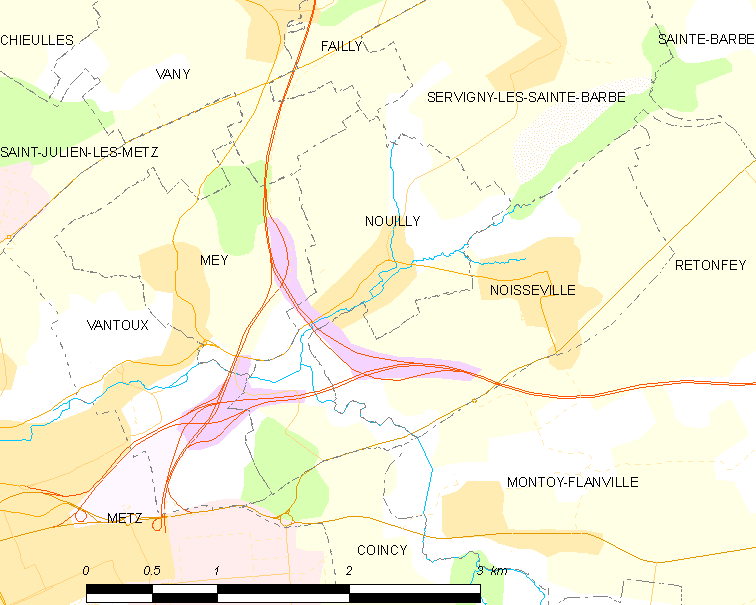
努伊的OSM定位图

努伊的时区为UTC+01:00、UTC+02:00（夏令时）。

## 行政
努伊的邮政编码为57645，INSEE市镇编码为57512。

## 政治
努伊所属的省级选区为梅斯地区县。

## 人口

1962-2008年间努伊人口变化图示

努伊于2022年1月1日时的人口数量为718人。